# Александров, Анатолий Михайлович (Герой Социалистического Труда)
Анатолий Михайлович Александров (род. 8 июля 1937, Хабаровский край) — регулировщик радиоэлектронной аппаратуры и приборов, Герой Социалистического Труда (1988).

## Биография
Родился 8 июля 1937 года в Хабаровском крае. Окончил техническое училище в городе Кунцево.
С 1966 года работал регулировщиком радиоэлектронной аппаратуры и приборов на заводе «Компонент» при НИИМП в Зеленограде. В 1975 году завод вошёл в состав Научно-производственного объединения «Элас».
За высокие трудовые достижения во время работы на заводе награждался орденами и медалями. Принимал участие в разработке и изготовлении советских спутников «Поток» и «Янтарь-4КС1».
Указом Президиума Верховного Совета СССР (закрытым) от 10 октября 1988 года Александрову Анатолию Михайловичу присвоено звание Героя Социалистического Труда с вручением ордена Ленина и золотой медали «Серп и Молот».
С 2008 года Анатолий Александров вышел на пенсию и живёт в Зеленоградском административном округе города Москвы.